# Orthosia variabilis
Orthosia variabilis là một loài bướm đêm trong họ Noctuidae.